# Radiostacja R-118

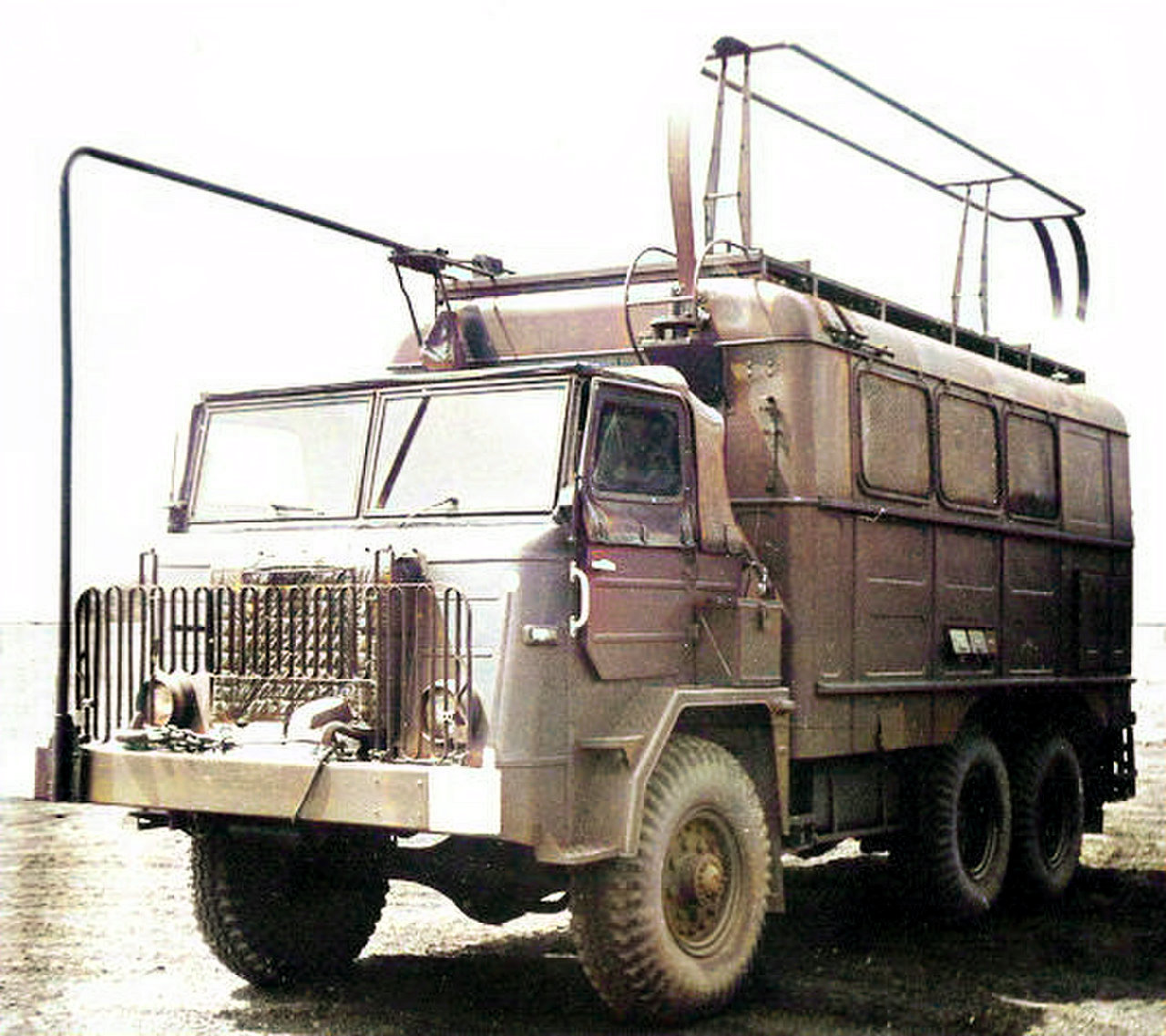
Radiostacja R-118K

Radiostacja R-118 – nadawczo-odbiorcza radiostacja krótkofalowa średniej mocy, eksploatowana w Wojsku Polskim do 1990 roku. Była montowana na samochodach Star 66 i Star 660, a także na transporterach opancerzonych BTR-152.
Była produkowana w ZSRR na potrzeby jednostek wojsk łączności Układu Warszawskiego.
Wersje radiostacji:
- R-118 – wersja zwykła
- R-118MZ – z sukcesywną modernizacją aparatury,
- R-118BM-Z – wersja z przystawkami RPT i PZS,
- R-102K – wersja unowocześniona.

## Przeznaczenie
Radiostacja przeznaczona była do utrzymywania łączności fonicznej lub telegraficznej (ręcznej i dalekopisowej) do 200 km lub podczas ruchu.
W latach 70.–80. były wypierane przez radiostacje R-140 i pozostawały jeszcze jedynie w wojskach chemicznych i jednostkach saperskich.
Wersje starsze radiostacji były wyposażone w odbiornik podstawowy MOLIBDEN o nieco węższym zakresie odbieranych fal, jak odbiornik AMUR-2. Nie miały one jeszcze przystawek: przystawki zdalnego sterowania PZS i radiowego pulpitu telegrafisty RPT. Wyposażone były też we wcześniejszy dalekopis rosyjski ST-35.

## Ukompletowanie
Wersja R-118BM-Z:
- częstotliwość pracy 1 do 8 MHz głównie telegrafia CW
- odbiornik zasadniczy AMUR-2
- odbiornik dodatkowy R-311
- pulpit radiostacji
- radiostacja UKF R-105DM
- wzmacniacz mocy UM (do R-105) moc 40 W
- przystawka zdalnego sterowania PZS
- radiowy pulpit telegraficzny RPT
- dalekopis taśmowy DALIBOR-302

– zdalne sterowanie poprzez aparat telefoniczny TAI-43MR głosem lub praca kluczem telegraficznym
- zespół spalinowo-elektryczny PAB-2-1/230 – 2 szt.
- maszt składany 12 m dipol nadawczy – 1 szt.
- maszt składany 8 m dipol odbiorczy 1 szt.
- antena odbiorcza z falą bieżącą długości 150 m
- antena nadawcza samochodowa 10 m
- antena odbiorcza samochodowa 4 m
- do pracy w ruchu wykorzystywane były dwie anteny 4-metrowe
- antena Kulikowa do radiostacji R-105 montowana z tyłu pojazdu

Samochody z radiostacją R-118 były sprzętem, w którym przewidywano odpoczynek załogi. Miały one leżankę-schowek z podnoszonym oparciem. Podniesione oparcie i przypięte do uchwytów w suficie tworzyło drugą leżankę, a pod sufitem zamocowane były haki do podwieszenia brezentowego hamaku. W nowym sprzęcie R-140, R137 już takich udogodnień nie było – cała przestrzeń zajęta była przez aparaturę.
W wersji R-118K na dachu nadwozia zamocowano antenę magnetyczną. Spełniała ona podobną funkcję, jak antena promieniowania pionowego APP w starszych wersjach radiostacji R-140. W celu umożliwienia współpracy z nowym sprzętem dokonano modernizacji odbiorników AMUR-2, dodając w nim bloki odbiorcze dla emisji jednowstęgowej w górnej wstędze. Jednak do odbioru tych sygnałów nowe radiostacje musiały nadawać emisją jednowstęgową z zachowanym dużym poziomem fali nośnej (A3A-GW lub A3H-GW). W celu współpracy nadajnika z nową anteną zastosowano specjalny blok – sprzęgacz nadawczy SN i dla zapewnienia odbioru – sprzęgacz odbiorczy SO.

## Dane taktyczno-techniczne

### Rodzaje pracy
- praca kluczem telegraficznym
- praca telefoniczna z radiostacji lub z zewnętrznej aparatowni
- praca telefoniczna z zewnętrznego polowego aparatu telefonicznego (np. TAI-43MR)
- praca kluczem podłączonym do tego aparatu
- praca dalekopisem własnym lub zewnętrznej aparatowni (przez RPT)
- praca kluczem lub dalekopisem z innej aparatowni za pośrednictwem przystawki PZS w kanale UKF radiostacji R-105DM.

Radiostacja R-118BM-Z miała bardzo dużo możliwych wariantów pracy. Instrukcja i tabela przełączników wymieniała ich około siedemdziesięciu.

### Zakres częstotliwości
- nadajnika: 1,0–7,5 MHz
- odbiornika AMUR-2 1,0–8,0 MHz
- odbiornika R-311 1,0–15,0 MHz

Źródłem sygnału nadajnika był wzbudnik WD-11. Częstotliwość wzbudnika ustawiana była przełącznikami generatorów kwarcowych według specjalnej tabeli strojenia. Stabilność częstotliwości nadajnika była rzędu 1x10−6 Hz/Hz.

### Moc nadajnika
- emisja telegraficzna 200 W (A1A)
- praca telefoniczna do 100 W (A3E)
- pobór mocy do 1,5 kW

### Zasilanie
- zespół spalinowo-elektryczny PAB-2-1/230
- sieć stacjonarna 220 V 50 Hz

### Emisje
- manipulacja amplitudy A1
- manipulacje częstotliwości F1-125, 250 i 500 Hz
- dwukanałowa manipulacja częstotliwości F6–250 Hz
- modulacja amplitudy A3 (dwuwstęgowa)
- praca uniwersalna – modulacja amplitudy z jednoczesną manipulacją częstotliwości (A3+F1)

### Emisja tylko odbierana
- jednowstęgowa modulacja amplitudy z pełnym lub częściowym ograniczeniem fali nośnej (R-118K)

### Anteny radiostacji
- nadawcze:
  - antena prętowa 4 m
  - antena prętowa 10 m
  - antena dipol symetryczny skośny 2x20 m (na 1 maszcie 12 m)
- odbiorcze:
  - antena prętowa 4 m
  - antena prętowa 10 m (podczas pracy simpleksowej)
  - dipol symetryczny skośny 2 × 20 m (na 1 maszcie 12 m)
  - skośny promień